# Elisa Plaisant
Elisa Plaisant (Roma, 20 marzo 1981) è una nuotatrice artistica italiana.

## Biografia
Nata a Roma nel 1981, a 21 anni ha vinto la medaglia di bronzo nella gara a squadre agli Europei di Berlino 2002, chiudendo dietro a Russia e Spagna. Agli Europei di Madrid 2004 ha invece ottenuto un altro bronzo nella gara a squadre, sempre dietro a Russia e Spagna, ma soprattutto l'argento nel combinato a squadre, dietro alla sola Spagna.
A 23 anni ha partecipato ai Giochi olimpici di Atene 2004, nella gara a squadre con Cirulli, Fiorentini, Paccagnella, Savoia, Spaziani, Stefanelli, Zaffalon e Zanazza, arrivando al 7º posto, con 94.084 punti (46.834 nel tecnico e 47.250 nel libero).
Dopo il ritiro è diventata allenatrice del nuoto sincronizzato al Forum Roma Sport Center.

## Palmarès

### Campionati europei
- 3 medaglie:
  - 1 argento (Combinato a squadre a Madrid 2004)
  - 2 bronzi (Gara a squadre a Berlino 2002, gara a squadre a Madrid 2004)